# ヘンダーソンビル (ノースカロライナ州)
ヘンダーソンビル（英: Hendersonville）は、アメリカ合衆国ノースカロライナ州西部の都市。ヘンダーソン郡の郡庁所在地である。人口は1万5137人（2020年）。州西部最大の都市であるアシュビルの南35kmに位置している。ヘンダーソンビル市もヘンダーソン郡も19世紀のノースカロライナ州最高裁判所長官レナード・ヘンダーソンにちなんで名付けられた。州の北部にあるバンス郡の郡庁所在地もヘンダーソンにちなんで名付けられたヘンダーソン市である。

## 概要
1838年にヘンダーソン郡が設立されて間もない時期から、ヘンダーソンビルは伝統的に「四季の都市」と呼ばれている。町には中心街に接して保存状態の良いメインストリートがあり、1980年代半ばまで地元の重要な企業が入っていた建物に、今では多くのレストラン、アンティーク店、ブティック店がある。その建築は、19世紀後半と20世紀初期の様式を反映している。1990年代初期から中心街の再活性化が多く行われてきた。大規模店のほとんどは中心街から外に、アメリカ国道64号線の東、同176号線と同25号線に沿った商店街に並んでいる。メインストリートの外側の歴史地区として、市の西側にある5番アベニュー地区、中心街の北にあるドルイド・ヒルズ地区などがある。市の東側に沈滞した地域があるが、7番アベニュー東に沿った歴史ある商業地区の再開発が進んでいる。
中心街の建築物ではヘンダーソン郡庁舎が特筆される。1905年に完工し、2008年に改築された。市内には新たに改修された市役所（1924年建設）と現代のヘンダーソン郡庁舎（1995年建設）がある。
ヘンダーソンビルで最大のストリート祭は、毎年開催されるリンゴ祭があり、アップル・パレードには常に5万人の観衆があつまる。メインストリートでは年間を通じて他の祭や特殊な行事が行われている。
市内の高校としては、西ヘンダーソン高校、ヘンダーソンビル高校、北ヘンダーソン高校、東ヘンダーソン高校がある。

## 地理
アメリカ合衆国国勢調査局に拠れば、市域全面積は6.0平方マイル (16 km2)であり、このうち陸地6.1平方マイル (16 km2)、水域率は0.17%である。ヘンダーソン郡はノースカロライナ州西部イースタン断崖に沿った南部山地に位置している。ヘンダーソンビルは北緯35度19分14秒 西経82度27分42秒 / 北緯35.32056度 西経82.46167度 (35.320586, -82.461596)に位置している。

## 人口動態
以下は2000年の国勢調査による人口統計データである。
| 基礎データ - 人口: 10,421 人 - 世帯数: 4,579 世帯 - 家族数: 2,555 家族 - 人口密度: 675.0人/km2（1,749.7 人/mi2） - 住居数: 5,181 軒 - 住居密度: 335.6軒/km2（870.0 軒/mi2） 2010年の人口は13,137人であり、1世紀前の1910年の2,818人から約5倍になった。 人種別人口構成 - 白人: 81.44% - アフリカン・アメリカン: 12.54% - ネイティブ・アメリカン: 0.28% - アジア人: 0.73% - 太平洋諸島系: 0.01% - その他の人種: 3.48% - 混血: 1.52% - ヒスパニック・ラテン系: 9.09% | 年齢別人口構成 - 20歳未満: 28.9% - 20-24歳: 17.5% - 25-44歳: 22.8% - 45-64歳: 19.3% - 65歳以上: 23.2% - 年齢の中央値: 45歳 - 性比（女性100人あたり男性の人口） - 総人口: 82.8 - 18歳以上: 76.6 世帯と家族（対世帯数） - 18歳未満の子供がいる: 20.7% - 結婚・同居している夫婦: 39.6% - 未婚・離婚・死別女性が世帯主: 12.9% - 非家族世帯: 44.2% - 単身世帯: 40.1% - 65歳以上の老人1人暮らし: 22.1% - 平均構成人数 - 世帯: 2.10人 - 家族: 2.80人 | 収入と家計 - 収入の中央値 - 世帯: 30,357米ドル - 家族: 39,111米ドル - 性別 - 男性: 30,458米ドル - 女性: 22,770米ドル - 人口1人あたり収入: 19,926米ドル - 貧困線以下 - 対人口: 16.8% - 対家族数: 13.3% - 18歳未満: 27.5% - 65歳以上: 10.5% |

## 博物館と歴史的な場所
アメリカ自動車協会が挙げている最初に見るべき場所は、ヘンダーソンビル中心街北メインストリート400にある、ヘンダーソン郡の鉱物と宝石博物館である。そこには巨大な晶洞石、ティラノサウルスの骨格、美しい鉱物、恐竜の卵が展示されている。同じ建物にヘンダーソン郡系譜学歴史協会が入っている。この装飾の多い建物のどちらも入場無料である。
北メインストリート318には子供博物館の「ハンズ・オン!」があり、「面白く安全で手で触れられる環境で想像力を刺激し、学ぶ動機を与える教育的な展示」がある。入館料は子供も大人も5ドルである。
ヘンダーソン郡歴史遺産博物館は、1905年建設の郡庁舎を使い、カロライナの歴史に関するギャラリーがある。メインストリートを下り、歴史ある郡庁舎広場に建っている。メインストリート歴史地区の中心である。入場料は無料。
メインストリートの東には7番アベニュー歴史地区の7番アベニューとメイプル通り角に、1902年から1916年に使われたヘンダーソンビル鉄道駅がある。サザン鉄道が1879年に開通した。それはアシュビルで開通したまる1年前のことだった。しかし、旅客列車の運行は1968年に終わった。
メインストリートの西、アメリカ国道64号線西沿いには、オークデール墓地がある。イタリア大理石の天使像があり、トーマス・ウルフの処女作『天使よ故郷を見よ』にヒントを与えた。
メインストリートの北、ヘイウッド道路3346には歴史あるジョンソン農園がある。1878年に造られたこのタバコ農園は、1920年代には既に夏の避暑地となっていた。入場料は無料であり、ガイドツアーは2ドルと3ドルである。
西ノースカロライナ州エアー博物館は、過ぎ去った時代の航空機が主題であり、ヘンダーソンビルとフラットロックの間、ギルバート通りとブルックリン・アベニューの角、小さなヘンダーソンビル空港近くにある。
ヘンダーソンビル中心街の西5マイル (8 km) には、ジャンプオフ山の上にジャンプオフ岩がある。ここからピスガ山やブルーリッジ山のパノラマが眺められる。日中は入場料無料である。
キャンプ・トン・ア・ワンダはヘンダーソンビル郊外、フラットロック地域にある女子のためのサマーキャンプ地である。
以下はヘンダーソンビル市にあるアメリカ合衆国国家歴史登録財のリストである。
| - ヘンダーソン郡庁舎 - 歴史あるジョンソン農園 - メインストリート歴史地区 - オークデール墓地 - 7番アベニュー駅地区 - アロー・ホテル - ザ・シーダーズ（ホテル） - チューニング邸 | - クラーク・ホッブス・ダビドソン邸 - コールドスプリング公園歴史地区 - メアリー・ミルズ・コークス邸 - ドルイド・ヒルズ歴史地区 - グレイ靴下工場 - ハイマン・ハイツ・マウント・ロイヤル歴史地区 - カヌガ湖歴史地区 - キング・ウォルドロップ邸 | - レノックス公園歴史地区 - リース邸 - クロウ・H・ライス邸 - スミス・ウィリアムズ・ダーラム寄宿寮 - アール・スティルウェル邸 - アール・スティルウェル邸第二 - ザ・ウェイバリー（邸宅） - ウェストサイド歴史地区 |

ヘンダーソンビル・リトルシアターは1966年に設立された。当初あった場所からステート通り沿いの特徴ある赤い納屋に移転した。この納屋で成功した時代の後で、2012年に中心街南ワシントン通り220の古い石造り教会に移転した。批評家が称賛するこの劇団は、家族向けから大掛かりなミュージカル、先端的なドラマまで多くのスタイルの演劇を上演してきた。

## 経済
衣料小売りのボン・ワースは1976年に市内で設立された。
シエラネヴァダ醸造会社が2014年にビール醸造所を開設した。

## メディア
ヘンダーソンビル市は、ニールセン・メディア・リサーチが定義するグリーンビル・スパータンバーグ・アシュビル・テレビ市場に属するテレビ局から放送が送られている。
最寄りのテレビ局は、アシュビルにあるABC系列局である。その他NBC、CBS、フォックス放送、公共放送サービスの系列局がある。
ヘンダーソンビル市の日刊紙は「タイムズ・ニューズ」である。

## 著名な出身者
- クリストフ・サンダース（1988年 - ）、俳優、ヘンダーソンビル生まれ。
- ケリー・マクギリス（1965年 - ）、女優、出演作は 『トップガン』、『刑事ジョン・ブック 目撃者』、ヘンダーソンビル市に住んでいる。
- マクガイヤー・ブラザーズ（ビリー・マクガイヤー, 1946年 – 1979年; ベニー・マクガイヤー, 1946年 – 2001年）、プロレスラー、「世界最重量の双子」、ヘンダーソンビル生まれ、墓地も近郊にある。
- ミッキー・マービン（1955年 - ）、NFLアメリカンフットボール選手、ヘンダーソンビル生まれ。
- マーティン・ガードナー（1914年-2010年）、数学者、科学著作家、1979年から2000年までヘンダーソンビルに住んだ。